# Munywa (dystrykt)
Munywa (birm.: မုံရွာခရိုင်) – dystrykt w Mjanmie, w prowincji Sikong.
Według spisu z 2014 roku zamieszkują tu 757 358 osoby, w tym 346 247 mężczyzn i 411 111 kobiet, a ludność miejska stanowi 32,2% populacji.
Dystrykt dzieli się na 4 townships: Munywa, Ayartaw, Budalin, Chaung U.